# دنی، قهرمان جهان (فیلم)
دنی، قهرمان جهان (انگلیسی: Danny, the Champion of the World) یک فیلم است که در سال ۱۹۸۹ منتشر شد. از بازیگران آن می‌توان به جرمی آیرونز، رابی کالتران و لایونل جفریس اشاره کرد.

## بازیگران اصلی
| بازیگر        | نقش                        |
| ------------- | -------------------------- |
| جرمی آیرونز   | ویلیام                     |
| رابی کالترین  | ویکتور هیزل                |
| Samuel Irons  | دنی                        |
| سیریل کیوسک   | داک اسپنسر                 |
| مایکل هوردرن  | لرُد کلِیبری                 |
| لایونل جفریس  | آقای سنودی (Headmaster)    |
| جین مارش      | خانم هانتر (Social Worker) |
| John Grillo   | آقای پارکر (Social Worker) |
| جیمی نیل      | ربتس (Head Gamekeeper)     |
| رانلد پیکاپ   | کاپیتان لنکستر             |
| John Woodvine | تالون                      |